# Isanthrene columbiana
Isanthrene columbiana là một loài bướm đêm thuộc phân họ Arctiinae, họ Erebidae.